# Philadelphia (Tennessee)
Philadelphia é uma cidade localizada no estado norte-americano de Tennessee, no Condado de Loudon.

## Demografia
Segundo o censo norte-americano de 2000, a sua população era de 533 habitantes.
Em 2006, foi estimada uma população de 586, um aumento de 53 (9.9%).

## Geografia
De acordo com o United States Census Bureau tem uma área de
4,1 km², dos quais 4,1 km² cobertos por terra e 0,0 km² cobertos por água. Philadelphia localiza-se a aproximadamente 242 m acima do nível do mar.

## Localidades na vizinhança
O diagrama seguinte representa as localidades num raio de 20 km ao redor de Philadelphia.